# Vesicularia montagnei
Vesicularia montagnei là một loài Rêu trong họ Hypnaceae. Loài này được (Schimp.) Broth. miêu tả khoa học đầu tiên năm 1908.